# Kręglarstwo na World Games 2009
Kręglarstwo na World Games 2009 w Kaohsiung zostało rozegrane w dniach 20-22 lipca 2009 w hali Happy Bowling Center. Tabelę medalową wygrali reprezentanci Kolumbii, którzy sięgnęli po dwa medale - jedno złoto i jedno srebro w tej dyscyplinie.

## Uczestnicy
| - Austria (2) - Belgia (2) - Kolumbia (2) - Dominikana (2) - Salwador (2) - Finlandia (2) - Francja (2) - Wielka Brytania (2) - Niemcy (2) - Gwatemala (2) - Malezja (2) | - Hongkong (2) - Japonia (2) - Korea Południowa (2) - Meksyk (2) - Norwegia (2) - Filipiny (2) | - Południowa Afryka (2) - Singapur (2) - Chińskie Tajpej (2) - Tajlandia (2) - Stany Zjednoczone (2) - Wenezuela (2) |

## Medaliści
| Konkurencja             | Złoto                                              | Srebro                                     | Brąz                                          |
| Mężczyźni indywidualnie | Manuel Otalora                                     | Wu Siu Hong                                | Adrian Ang                                    |
| Kobiety indywidualnie   | Krista Poellaenen                                  | Zara Glover                                | Lisa del Rosario                              |
| Miksty – gra podwójna   | Korea Południowa · Min-young Gye · Byoung-hee Kong | Kolumbia · Anggie Ramírez · Manuel Otalora | Malezja · Adrian Ang · Zatil Iman Abdul Ghani |

## Tabela medalowa zawodów
| Poz.    | Państwo          |   |   |   |   |
| ------- | ---------------- | - | - | - | - |
| 1       | Kolumbia         | 1 | 1 | 0 | 2 |
| 2       | Finlandia        | 1 | 0 | 0 | 1 |
| 2       | Korea Południowa | 1 | 0 | 0 | 1 |
| 4       | Wielka Brytania  | 0 | 1 | 0 | 1 |
| 4       | Hongkong         | 0 | 1 | 0 | 1 |
| 6       | Malezja          | 0 | 0 | 2 | 2 |
| 4       | Filipiny         | 0 | 0 | 1 | 1 |
| Łącznie | Łącznie          | 3 | 3 | 3 | 9 |